# فرناندو بيزيرا كويلهو
فرناندو بيزيرا كويلهو (من مواليد 7 ديسمبر 1957) سياسي برازيلي. مثل بيرنامبوكو في مجلس الشيوخ الاتحادي منذ عام 2015. شغل سابقًا منصب وزير التكامل الوطني من 2011 إلى 2013 ونائبًا من بيرنامبوكو من 1987 إلى 1992. وهو عضو في حزب الحركة الديمقراطية البرازيلية.